# Next Goal Wins (película de 2023)
Next Goal Wins (titulada: El peor equipo del mundo en España y Gol gana en Hispanoamérica) es una película biográfica de comedia dramática sobre deportes dirigida por Taika Waititi, quien coescribió el guion con Iain Morris. La película está basada en el documental de 2014 del mismo nombre de Mike Brett y Steve Jamison sobre los esfuerzos del entrenador holandés-estadounidense Thomas Rongen para llevar a la Selección de fútbol de Samoa Americana, considerado el equipo de fútbol más débil del mundo, a la clasificación para la Copa Mundial de Fútbol de 2014.
Michael Fassbender interpreta a Rongen, junto a Elisabeth Moss, Oscar Kightley, Uli Latukefu, Rachel House, Kaimana, David Fane, Beulah Koale, Chris Alosio, Taika Waititi, Will Arnett y Rhys Darby. El rodaje comenzó en Honolulu en noviembre de 2019.
La película se estrenó el 17 de noviembre de 2023 por Searchlight Pictures.

## Sinopsis
El entrenador de fútbol Thomas Rongen tiene la tarea de convertir al equipo nacional de Samoa Americana, considerado uno de los equipos de fútbol más débiles del mundo, en un equipo de élite. Al mismo tiempo inicia un camino de introspección sobre su propia vida y su carrera, probándose frente a una cultura completamente distinta. La historia también incluye a la jugadora fa'afafine Jaiyah Saelua, quien fue la primera persona transgénero en jugar en un partido clasificatorio de la Copa Mundial de Fútbol varonil.

## Elenco
- Michael Fassbender como Thomas Rongen
- Oscar Kightley como Tavita Taumua
- Beulah Koale como Daru Taumua
- Kaimana como Jaiyah Saelua
- Uli Latukefu como Nicky Salapu
- David Fane como Ace
- Will Arnett como Alex Magnussen
- Elisabeth Moss como Gail Megaloudis-Rogen
- Rachel House como Ruth Taumua
- Chris Alosio como Jonah
- Semu Filipo como Rambo
- Lehi Falepapalangi como Pisa
- Taika Waititi como un clérigo americo-samoano
- Rhys Darby como Rhys Marlin
- Luke Hemsworth como Keith
- Kaitlyn Dever como Nicole Megaloudis
- Frankie Adams como Frangipani
- Angus Sampson como Angus Bendleton
- David Tu'itupou como Tall David
- Levy Tuiala como Jefe Sila
- Loretta Ables Sayre como la madre de Rambo

## Producción
En agosto de 2019 se anunció que Fox Searchlight Pictures había establecido un proyecto inicialmente no especificado que tendría a Taika Waititi escribiendo y dirigiendo antes de sus obligaciones con Thor: Love and Thunder (2022). Más tarde se reveló como una adaptación cinematográfica del documental Next Goal Wins, de 2014. Waititi, Garrett Basch y Jonathan Cavendish actuaron como productores, con Andy Serkis, Will Tennant y Kathryn Dean como productores ejecutivos.
En septiembre de ese año, Michael Fassbender entró en negociaciones finales para protagonizar la película. Sería confirmado el próximo mes, junto con Elisabeth Moss iniciando negociaciones para unirse. En noviembre de 2019, se anunció que Kaimana, Oscar Kightley, David Fane, Beulah Koale, Lehi Falepapalangi, Semu Filipo, Uli Latukefu, Rachel House, Rhys Darby, Angus Sampson, Chris Alosio y Sisa Gray se habían unido al elenco de la película, con Moss siendo confirmada. En diciembre de 2019, Armie Hammer se unió al elenco de la película, interpretando a un ejecutivo de la Federación de Fútbol de Samoa Americana.
La fotografía principal comenzó en noviembre de 2019 en Honolulu, Hawái, y finalizó en enero de 2020. En diciembre de 2021, se anunció que Will Arnett reemplazaría a Hammer, porque Hammer no estaba disponible para volver a filmar. El papel, inicialmente pensado como un cameo, se amplió cuando se unió Arnett.

## Estreno
La película fue estrenada el 17 de noviembre de 2023. En septiembre de 2022, la película recibió oficialmente una fecha de estreno del 21 de abril de 2023, antes de retrasarse hasta el 22 de septiembre de 2023, y luego hasta su fecha final.

## Recepción
Next Goal Wins recibió reseñas generalmente mixtas de parte de la crítica y de la audiencia. En el sitio web agregador de reseñas Rotten Tomatoes, la película posee una aprobación de 41%, basada en 112 reseñas, con una calificación de 5.2/10 y un consenso crítico que dice: "Next Goal Wins encuentra al director y coguionista Taika Waititi con el corazón en el lugar correcto, incluso si su objetivo de complacer al público se ha desviado notablemente de su objetivo". De parte de la audiencia tiene una aprobación de 89%, basada en más de 500 votos, con una calificación de 4.4/5.
El sitio web Metacritic le dio a la película una puntuación de 44 de 100, basada en 36 reseñas, indicando "reseñas mixtas o promedio". Las audiencias encuestadas por CinemaScore le otorgaron a la película una "B+" en una escala de A+ a F, mientras que en el sitio IMDb los usuarios le asignaron una calificación de 6.5/10, sobre la base de más de 2300 votos.